# Wasserstoffelektrode
Der Begriff Wasserstoffelektrode (abgekürzt HE, von engl. hydrogen electrode) wird allgemein für Elektroden verwendet, an denen Wasserstoffgas H2 entwickelt oder verbraucht wird. Die Wasserstoffelektrode ist ein wichtiges Hilfsmittel für Messungen in der Elektrochemie und der Physikalischen Chemie: Sie ist eine der wichtigsten Referenzelektroden, d. h. sie dient zur Bestimmung des Potentials anderer Elektroden durch eine Spannungsmessung. Das Potential ist die wichtigste Größe zur Beschreibung des elektrochemischen Zustands einer Elektrode.
Besonders bedeutsam sind:
- die Standardwasserstoffelektrode (SHE), da ihr Potential als Nullpunkt der Standardpotential-Skala definiert ist
- die Normalelektrode (NHE).

Beide werden im Folgenden genauer beschrieben.
Das Potential von Wasserstoffelektroden wird beschrieben durch die Reaktion:
{\displaystyle 2\;\mathrm {H^{+}} \;+\;2\;\mathrm {e^{-}} \quad \rightleftharpoons \quad \mathrm {H_{2}} }

## Standard-Wasserstoffelektrode (SHE)

Standard-Wasserstoffelektrode
1 – platinierte Platinelektrode
2 – Wasserstoffeinstrom
3 – Lösung mit Säure (H^{+}=1 mol/l)
4 – Abschluss zur Vermeidung von Störungen durch Sauerstoff
5 – Reservoir

Die Standardwasserstoffelektrode (engl. Standard Hydrogen Electrode, kurz SHE) ist auf eine Ionen-Aktivität von 1 mol/l und einen Wasserstoff-Druck von 105 Pascal bei jeder Temperatur normiert. Sie dient zunächst wie jede Bezugselektrode dem Zweck, ein genau definiertes Potential zu liefern. Darüber hinaus ist sie zur Bestimmung von Standardpotentialen besonders geeignet, da ihr Potential definitionsgemäß der Nullpunkt der Potentialskala ist. Das absolute Elektrodenpotential der Wasserstoffelektrode beträgt bei 298,15 K nach IUPAC-Empfehlung 4,44±0,02 V.
Im Gegensatz zur Standardwasserstoffelektrode arbeitet die Normalwasserstoffelektrode (NHE = Normal Hydrogen Electrode) mit der Ionen-Konzentration (und nicht der Ionen-Aktivität) des Wasserstoffs unter ansonsten gleichen Bedingungen.

### Aufbau und Funktion
Das technische Problem bei einer Wasserstoffelektrode ist, dass Wasserstoff als Gas weder Elektrodenform annehmen kann noch elektrisch leitet. Daher verwendet man eine Hilfselektrode in Form eines neutralen Edelmetalls (Platin). Diese wird mit Wasserstoffgas umspült, das an der Platinoberfläche adsorbiert und die Elektrode mit einer hauchdünnen Schicht von Wasserstoffatomen überzieht. Somit erhält man einen „Wasserstoffblock“, der im Inneren aus Platin besteht – die Wasserstoffelektrode.
Die Standard-Wasserstoffelektrode, die den Nullpunkt der Standardpotentialskala festlegt, besteht daher aus einem platinierten (d. h. elektrolytisch mit Platinmohr überzogenem) Platinblech, das in eine Säure-Lösung mit einer Ionenaktivität der Protonen {\displaystyle \mathrm {H^{+}} } von {\displaystyle a\mathrm {[H^{+}]} =1} eintaucht. Die Platinelektrode wird von Wasserstoffgas bei einem Druck von 105 Pascal und einer Temperatur von 298,15 K umspült. Das adsorbierte Wasserstoffgas gibt dabei gemäß obiger Redoxgleichung Elektronen an das Platin ab, während gleichzeitig Protonen in Lösung gehen – und zwar solange, bis sich ein elektrochemisches Gleichgewicht einstellt.
Die dabei zwischen Platin und Säure-Lösung durch Ladungstrennung verursachte Galvani-Spannung nennt man das Standardpotential der Standard-Wasserstoffelektrode und wird als identisch Null definiert.

### Bedeutung und Handhabung

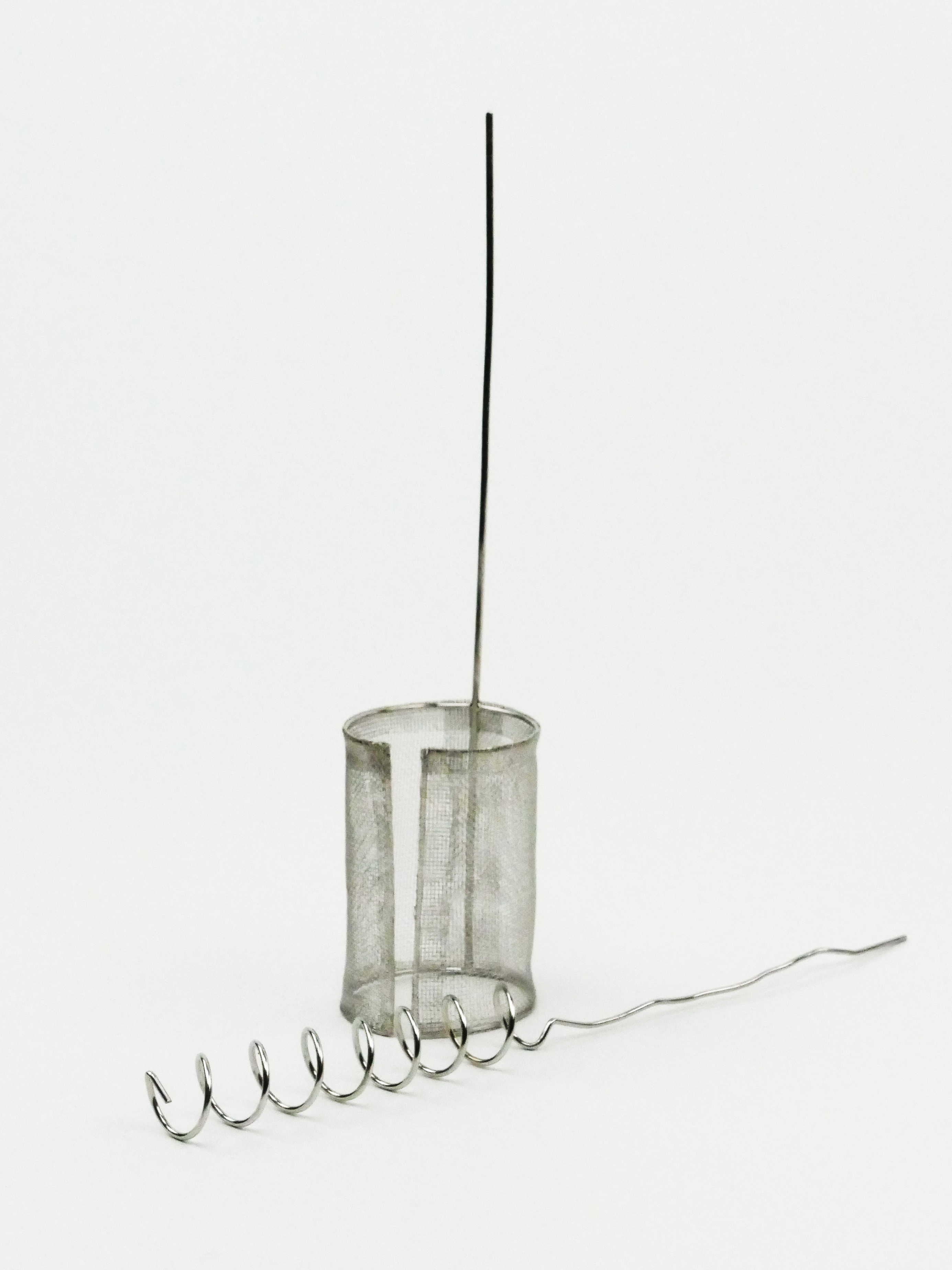
Zwei verschiedene Ausführungen platinierter Platinelektroden, je ca. 18 cm lang

Da Standardpotentiale relativ zur Standard-Wasserstoffelektrode gemessen werden, hat diese Elektrode eine große Bedeutung für die Physikalische Chemie. Ihre Handhabung ist jedoch sehr umständlich:
- Zum einen erfordert sie den Umgang mit Wasserstoffgas, wobei durch geschlossene Gefäße die Knallgasbildung vermieden werden muss.
- Eine sauerstofffreie Atmosphäre im Elektrolytgefäß ist auch nötig, da Sauerstoff das Potential der Elektrode verfälschen kann.
- Zum anderen ist eine Platinelektrode anfällig für Verunreinigungen, so dürfen keine Fettspuren z. B. von Fingerabdrücken vorhanden sein; um eine hohe katalytische Aktivität zu sichern, sollte sie neu platiniert werden.
- Für genaue Messungen ist zudem eine Druckkontrolle gefordert.

Aus diesen Gründen werden Wasserstoffelektroden für Routineuntersuchungen kaum verwendet, ebenso eher selten für Forschungsarbeiten, außer diese zielen darauf ab, Standardpotentiale zu bestimmen. Viel häufiger wurden Kalomel- oder Silber-Silberchlorid-Elektroden (Ag/AgCl) benutzt, bei denen keine gasförmigen Reaktanten und somit auch praktisch keine Druckabhängigkeit auftritt.
Heute werden vorwiegend Ag/AgCl-Elektroden eingesetzt, um das giftige Kalomel zu vermeiden. Sie sind im Gegensatz zu Wasserstoffelektroden auch kommerziell in vielen verschiedenen Varianten messfertig erhältlich.

## Normal-Wasserstoffelektrode (NHE)
Im Experiment können die Standardbedingungen der SHE nicht eingestellt werden, u. a. die Aktivität der Protonen und der Gasdruck von 1013 hPa.
Daher wird empfohlen, als Elektrolyt eine 1 mol/l-Salzsäure sowie Wasserstoffgas bei atmosphärischen Bedingungen einzusetzen. In diesem Fall spricht man von der Normal-Wasserstoffelektrode. Die Abweichungen zur SHE sind minimal, aber aufgrund der Nernst-Gleichung pH-abhängig.

## Reversible Wasserstoffelektrode (RHE)
Für manche elektrochemischen Untersuchungen werden auch Wasserstoffelektroden verwendet, die bei Umgebungsdruck betrieben werden; die Wasserstoffelektroden für die Wasserelektrolyse arbeiten oft bei Überdruck.
Für Untersuchungen in Säuren oder Laugen benutzt man manchmal auch eine Wasserstoffelektrode in derselben Lösung wie die zu messende Elektrode; sie ist nicht durch eine Salzbrücke getrennt. Auf diese Weise kann man erreichen, dass sich das gemessene Potential nicht mit dem pH-Wert ändert.
Bei der Elektrolyse von Wasser treten Überspannungen auf: Die benötigte Zellspannung ist aufgrund kinetischer Hemmung höher als die Gleichgewichtsspannung. Die Überspannung steigt mit zunehmender Stromdichte an den Elektroden. Die Messung von Gleichgewichtspotentialen erfolgt daher möglichst stromlos.